# スリーハイ
株式会社スリーハイ（英: THREE HIGH CO.,LTD）は、神奈川県横浜市都筑区に本拠を置く、ヒーターメーカー。産業用ヒーターの製造・販売を行う。攻めのCSRに取り組む企業としても知られる。

## 概要
1987年創業。1990年設立。凍結防止、結露防止目的などの、
シリコンラバーヒーターの製造に特化。「ものを想う。ひとを想う。」が経営理念。「温かさをつくること」をビジョンに掲げ、1987年の創業以来、シリコンラバーヒーターなど産業用電機ヒーターの製造・販売を中心に事業を展開。
工場と住宅が混在する準工業地域に所在し、製造・販売を行うが、「東山田準工業地域をまもる会」に所属し、「地域に開かれた工場」を実現。
顧客が使いやすい製品をオーダーメイドで制作するなど小ロット多品種を特徴とする。拠点とする東山田で地域課駆動に注力。小中学校との共同授業や廃材活用イベントなどを定期的に実施。第二工場兼カフェでは、規格外食材を活用し弁当を届ける「東山田食堂」を月1階実施し、食品ロス問題にも取り組むなどユニークな活動を続けている。
2度の経営危機を経験するが、主力製品の絞り込みと強化、検索エンジン最適化などのネット戦略でV字回復を達成。受注の80-90％は、ホームページからの注文を実現。自社の採用専用サイトを充実させることで、人材獲得にも成功。2022年現在、約7,000社を超える顧客を持ち、海外にも進出。CSRにも熱心で、2022年には「神奈川がんばる企業エース2022」「健康経営優良法人2022（中小規模法人部門）」に認定された。
2025年1月には日本経済新聞が、同社の2025年9月期の売上高が前期比1割増の5億2000万円と3年連続で過去最高を見込むと伝えた。
製造業では珍しく、社員全体の7割を女性社員が占めており、女性特有の繊細さと丁寧さ、柔軟な発想が、製品開発の大きな強みとなっている。地域の雇用をつくるという使命から、障害者雇用にも取り組む。
社名の由来は、「High-Technology」（技術）、「High-Touch」（接客術）、「High-Fashion」（創造術）の3つのHighで成り立っていることから。

### 経営方針とCSR
2009年の男澤誠の就任以降、公式ウェブサイトを活用した広報活動とCSRに注力。財務内容の公表を行い、アニュアルレポートを作成。同社が立地する東山田の工場と地域住民で、様々なイベントを開催する。その中心となる取り組みが「こどもまち探検」と「カフェ＆ファクトリーDEN」である。さらに2021年10月より、「東山田食堂」をオープン。フードロス削減に対する取り組みを、地域の食品メーカーや、地元農家、飲食店と協業して推進。
「環境方針」を掲げ、2004年より継続してISO14001を取得。2010年に横浜型地域貢献企業（後年は例年最上位の「プレミア企業」）に選ばれたのを皮切りに、CSR、SDGsに関する多くの表彰や認証を授与されている。また、リサイクルや製品の廃材を活用したクラフト教室「オープンファクトリー」を定期的に開催。2015年よりは、地域住民の理解を深めるため目的で、製品のショールーム兼コミュニティカフェとして、「カフェ＆ファクトリーDEN」の運営を開始。中学生の「職場体験」「職業講話」、小学生を対象とした近隣工場見学「まち探検」や、外部視察などの受け入れに積極的である。また子育て中の女性や障がい者も積極的に雇用。全従業員の女性比率が72％と高く、国内外からインターン生の受け入れにも積極的。2018年からは、9時間の勤務間インターバル制度を導入。2020年1月には全員がTOEICを受験。労働環境改善の取り組みとして、クラウド型の勤怠管理と給与システムを初めフレックスタイムの導入を行った。
神奈川県立綾瀬高等学校の「総合的な探究の時間」の授業協力を行っている。令和6年度ヨコハマ市民まち普請事業 応援企業。

## 事業内容

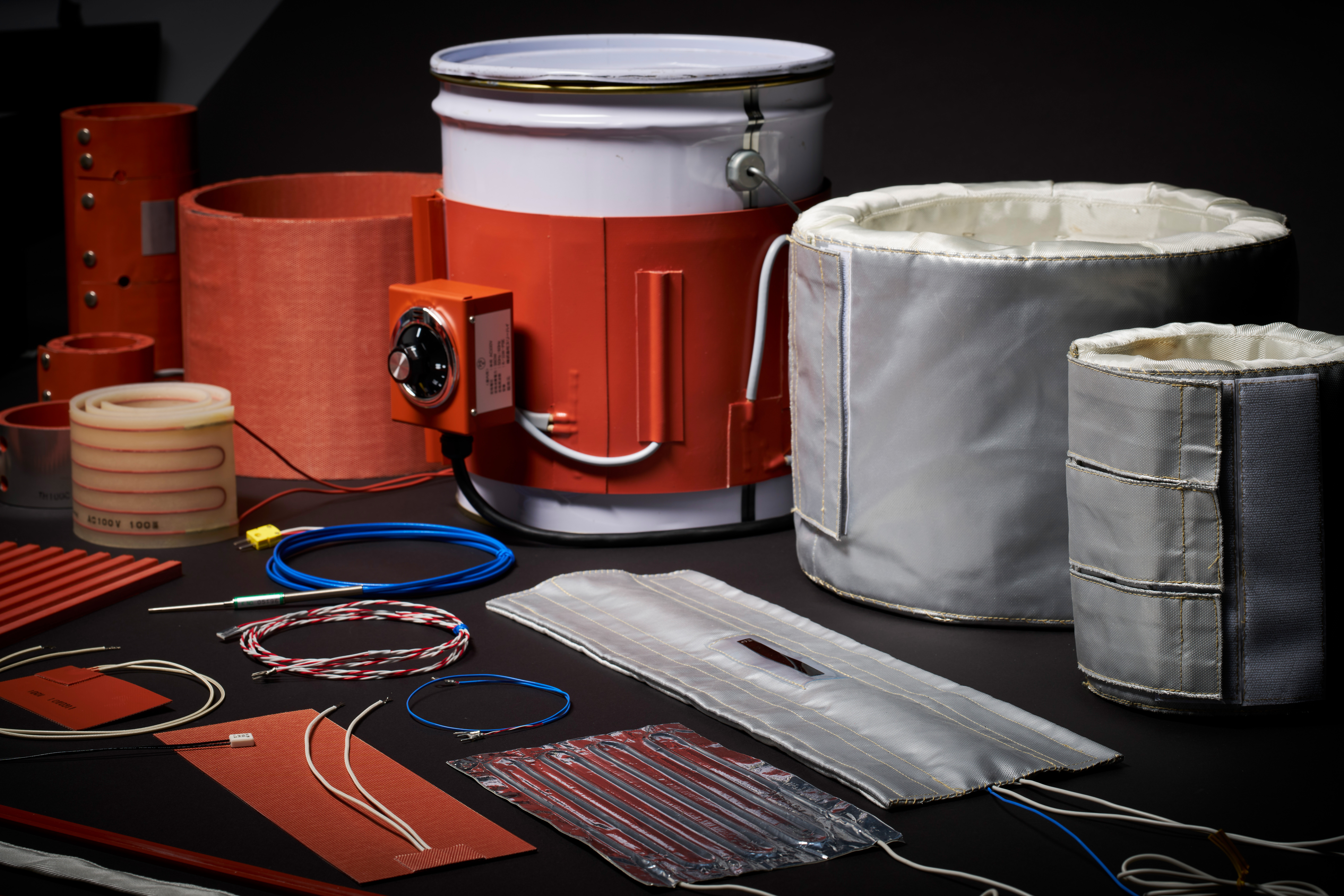
同社製品

シリコンラバーヒーター専門メーカーであり、コードヒーターやベルトヒーター、リボンヒーターを初め、場面に特化したヒーター（ボンベ用、配管用、ドラム缶用、一斗缶・ペール缶用など）の他、デジタル温度コントローラーや温度センサー、断熱材などの周辺機器も販売する。製品は多くがハンドメイドで、オーダー製である。
- シリコンラバーヒーター

厚さ1.5ミリのシート状シリコンゴムに発熱線を挟んだヒーターで、200度で連続して長期間使えることから、工場の薬品タンクやドラム缶の保温に、寒冷地ではモノレールのレールや配管の凍結防止など様々な分野で使用される。
- 缶用・ボンベ用ヒーター
- 配管用ヒーター
- アルミ箔ヒーター
- リボンヒーター
- ホットプレート用ヒーター
- コードヒーター ベルトヒーター
- リボンヒーター（テープヒーター）
- マントルヒーター
- セメンティングスポットヒーター
- ヒーティングホース
- 断熱ジャケット
- 温度制御装置
- サーモスタット
- 温度コントローラー
- 温度センサー

上記製品の製造・販売

## 沿革
- 1987年 - 創業。ヒーター製造販売開始。
- 1990年 - 神奈川県川崎市に株式会社スリーハイ・本社を設立。
- 1994年 -愛知県名古屋市に名古屋工場を開設。
- 1995年 - 製造品の多角化に対応するため川崎市宮前区に移転。
- 1996年 - 各種缶用断熱ジャケットを発表。
- 1997年
  - 名古屋工場を現地法人株式会社スリーハイに変更・設立、営業拠点の強化を図る。
  - ペール缶・一斗缶ヒーター「K-11」、ドラム缶ヒーター「K-21」「K-22」、4・6リットル缶ヒーター「K-31」、デジタル温度コントローラ「THC-15」を発表。
- 2001年
  - 4・6リットル缶ヒーター「K-31」を改め、「ミニ缶ヒーター」として、Φ170からΦ244まで対応。
  - 「シリコンスポンジ」取扱い開始。
- 2002年
  - 「リボンヒーター（テープヒーター）」「シリコンコードヒーター」「シリコンベルトヒーター」を発表。
- 2003年
  - 「ボンベヒーター」、ペール缶・一斗缶ヒーター「K-11W」、ドラム缶ヒーター「K-21W」・「K-22W」、ミニ缶ヒーター「K-31W」を発表。
- 2004年 - 本社を現在地に移転。
- 2005年 - ISO14001を取得。
- 2007年
  - ISO9001を取得。
  - 文部科学省キャリアガイダンスに参画。
- 2008年
  - 文部科学省キャリアガイダンスに参画。
- 2009年
  - 代表取締役に男澤 誠が就任。
  - 文部科学省キャリアガイダンスに参画。
- 2010年
  - 温度コントローラ「monoOne-100/100T」を発表。
  - 文部科学省キャリアガイダンスに参画。
- 2011年
  - 温度コントローラ「monoOne-200」を発表。
  - 文部科学省キャリアガイダンスに参画（更新）。
- 2012年
  - セメンティングスポットヒーター「MASANORI」（マサノリ）を発表。
  - PSE対応型ドラム缶ヒーター「K-21W-PSE」、PSE対応型ペール缶・一斗缶ヒーター「K-11W-PSE」、温度コントローラ「monoOne-120/120T」を発表。
  - 文部科学省キャリアガイダンスに参画（更新）。
- 2013年
  - 温度コントローラ「monoOne-80」、温度コントローラ「monoOne+（モノワンプラス）」を発表。
  - 文部科学省キャリアガイダンスに参画（更新）
  - 「こどもまち探検」を開始[10]。
- 2014年
  - 文部科学省キャリアガイダンスに参画（更新）。
- 2015年
  - 文部科学省キャリアガイダンスに参画（更新）。
- 2016年
  - 文部科学省キャリアガイダンスに参画（更新）。
  - 一般社団法人横浜もの・まち・ひとづくりを設立。
- 2017年
  - 文部科学省キャリアガイダンスに参画（更新）。
  - 横浜市 林市長、都筑区 畑澤区長 来訪。
  - 一斗缶・ペール缶用底面ヒーター「GOEMON-100」を発表。
  - 第2工場 cafe&factory DENをオープン[10]。
- 2019年
  - Mapua University（フィリピン）とインターンシップ基本合意。
  - 文部科学省キャリアガイダンスに参画（更新）。
- 2020年
  - 設立30周年を迎えロゴマークを一新[25]。
  - 文部科学省キャリアガイダンスに参画（更新）。
  - かながわSDGsパートナー登録証（認定）。
  - 温度コントローラ「monoOne+B（モノワンプラスビー）」「monoOne+W（モノワンプラスダブリュー）」を発表。
  - 中小企業海外市場開拓支援事業支援対象者（入選）。
  - WANIヒーターを発表
  - シリコンスポンジ角紐「白・ダークグレー」を発表。
  - ヌカ玉バスターを発表。
- 2021年
  - 文部科学省キャリアガイダンスに参画（更新）。
  - 中小企業海外市場開拓支援事業支援対象者（入選）。
  - 自社ECサイトオープン。
  - 『IDEC横浜支援事例集2021』へ掲載。
  - 金属探知機反応シリコンスポンジ「KINZO」を発表。
  - 配管専用ヒーター「ほっと管」を発表。
  - ネジ止めスティックタイプ「TH-8500」を発表。
  - 「monoOne」が商標登録。
  - 「東山田食堂」をオープン[10]。
  - 温度コントローラーを米国市場での展開を開始[26]。
- 2022年
  - 文部科学省キャリアガイダンスに参画（更新）。
  - 中小企業海外市場開拓支援事業支援対象者（入選）。
  - 資本金2,000万円に増資。
  - すべての電源で再エネ100％に切り替えが完了[18]。
- 2023年
  - 文部科学省キャリアガイダンスに参画（更新）。
  - 資本金3,000万円に増資。
- 2024年
  - 2月8日、最先端半導体の国産化を目指すラピダスの千歳工場の試作ラインの稼働に合わせ、札幌市に同社初となる営業所を開設[27]。
  - 5月28-29、中小企業大学校三条校にて「事例研究～経営に取り入れる SDGs ～」のテーマで代表者男澤が登壇[28]。
  - 5月-12月、神奈川大学 2024年度 経営学部「マネジメント体験プログラム」に協力[29][30]。
  - 9月6日、横浜市第19回「働きたい！わたしのシンポジウム」にて講演[31]。
  - 10月1日、横浜市立中川西中学校で職場体験受入れ[32]。
  - 10月17日-19日、台湾で開催された先端技術展示会「Taiwan Inootech Expo 2024」に出展[12]。
  - 10月22日、かながわSDGsパートナーミーティングにて登壇（徳江）[33]。
  - 10月29日、ほっかいどう受発注拡大商談会2024参加[34]
  - 11月、神奈川県立綾瀬高等学校の「総合的な探求の時間」に協力。授業で生徒らが考案した経営課題解決法のアイデア2案を採用[35][36][37]。
  - 11月1日、横浜市立東山田中学校課題解決型プログラム参加。
  - 11月7日、北海道ビジネスEXPOに出展[38]。
  - 11月14日、台日中小企業商談交流会in横浜にて台湾企業来社・交流[39]。
  - 11月16日、日本マネジメント学会経営実践コンサルティング部会にて登壇[40]
  - 11月26、27日、横浜市立荏田南中学校で職場体験受入れ[41]。
  - 11月28日、横浜市立茅ケ崎中学校で職場体験受入れ[42]。
  - 11月29日、厚木市立厚木北小学校にて出前授業[43]。
  - 12月9-13日、「第2回インドCEO商談会」（中小機構）参加[44]。
  - 12月13日、横浜市立山田小学校が、個別支援級として『横浜の町工場の中にあるカフェ DEN』で弁当作りの体験学習を行う[45]。
  - 12月16日、横浜市立荏田南中学校出前授業を実施[46]。
  - 12月23日、神奈川県中小企業家同友会 2024年度[横浜企業家研究]講座で講演。テーマは「ステークホルダー経営への挑戦」[47]。
  - 新製品「IBCヒーター」を発表。
- 2025年
  - 2月3日、デジタル温度調節器「monoOne®+Ao（モノワンプラスアオ）」を発売[48]。

## 受賞歴・認定

### 受賞
- 2008年 - 横浜商工会議所工業部会 第3回優良会員企業表彰。
- 2011年 - 神奈川県優良工場表彰。
- 2012年 - 横浜商工会議所優良産業人表彰（代表・男澤誠）。
- 2014年 
  - かながわ中小企業モデル工場受賞。
  - 第8回かながわ子ども・子育て支援大賞 特別賞。
- 2015年
  - 第9回よみうり子育て応援団大賞 奨励賞。
  - ISO14001、10年継続賞（認定）。
- 2016年 - 産業ナビ大賞販売部門優秀賞。
- 2020年 
  - 第3回地域産業おこし大賞奨励賞。
  - 横浜型地域貢献企業10年（表彰）。
  - 内閣府特命担当大臣表彰『子供と家族・若者応援団表彰（子供・若者育成支援部門）』。
- 2024年
  - 5月、人を大切にする経営学会主催「日本でいちばん大切にしたい会社」大賞第14回審査委員会特別賞受賞[49]。

### 認定
- 2010年 
  - 横浜型地域貢献企業認定。
  - メイドインつづき認定企業。横浜価値組企業認定。
- 2011年 
  - 横浜型地域貢献企業認定（更新・最上位認定）。
  - 横浜知財みらい企業認定（更新）。
  - グリーンサイトライセンス参加企業認定。
- 2012年
  - 横浜知財みらい企業認定（更新）。
  - メイドインつづき認定企業（更新）。
  - 横浜型地域貢献企業認定（更新・最上位認定）。
- 2013年
  - メイドインつづき認定企業（更新）。
  - 横浜型地域貢献企業認定（更新・最上位認定）。
  - 横浜知財みらい企業認定（更新）。
- 2014年
  - メイドインつづき認定企業（更新）。
  - 横浜知財みらい企業認定（更新）。
  - 横浜型地域貢献企業認定（更新・最上位認定）。
- 2015年
  - メイドインつづき認定企業（更新）。
  - 横浜型地域貢献企業認定（更新・最上位認定）。
  - 横浜知財みらい企業認定（更新）。
- 2016年
  - メイドインつづき認定企業（更新）。
  - 横浜知財みらい企業認定（更新）。
  - 横浜型地域貢献企業認定（更新・最上位認定）。
- 2017年
  - メイドインつづき認定企業（更新）。
  - 横浜型地域貢献企業認定（更新・最上位認定）。
  - 横浜知財みらい企業認定（更新）。
  - 第1回かながわがんばる企業エースに認定。
  - 神奈川中小モデル工場に認定。
- 2018年
  - メイドインつづき認定企業（更新）。
  - 横浜知財みらい企業認定（更新）。
  - 横浜型地域貢献企業認定（更新・最上位認定）。
  - 横浜型地域貢献企業 プレミアム企業認定。
  - 神奈川中小モデル工場に認定（継続）。
- 2019年
  - 横浜知財みらい企業認定（更新）。
  - 横浜型地域貢献企業認定（更新・最上位認定）。
  - メイドインつづき認定企業（更新）。
  - 神奈川中小モデル工場に認定（継続）。
- 2020年
  - 横浜知財みらい企業認定（更新）。
  - 横浜型地域貢献企業認定（更新・最上位認定）。
  - メイドインつづき認定企業（更新）。
  - 神奈川中小モデル工場に認定（継続）。
- 2021年
  - かながわSDGsパートナー登録証（認定）。
  - 横浜知財みらい企業認定（更新）。
  - 横浜型地域貢献企業認定（更新・最上位認定）。
  - メイドインつづき認定企業（更新）。
  - 神奈川中小モデル工場に認定（継続）。
  - 横浜市SDGs認証制度「Y-SDGs」　上位区分『スーペリア』（認証）。
- 2022年
  - かながわSDGsパートナー登録証（認定）。
  - 横浜知財みらい企業認定（更新）。
  - 横浜型地域貢献企業認定（更新・最上位認定）。
  - メイドインつづき認定企業（更新）。
  - 神奈川中小モデル工場に認定（継続）。
  - 健康経営優良法人2022（中小規模法人部門）に認定。
  - 2022年度神奈川がんばる企業エースに認定。
- 2023年
  - 横浜知財みらい企業認定（更新）。
  - 横浜型地域貢献企業認定（更新・最上位認定）。
  - メイドインつづき認定企業（更新）。
  - かながわSDGsパートナー登録証（認定）。
  - 健康経営優良法人2023（中小規模法人部門）に認定。
  - 神奈川中小モデル工場に認定（継続）。
  - 横浜健康経営認証2023（クラスAA）に認証。
- 2024年
  - 横浜知財みらい企業に認定（更新）。
  - 横浜型地域貢献企業に認定（更新・最上位認定）。
  - メイドインつづき認定企業（更新）。
  - 文部科学省キャリアガイダンスに参画（更新）。
  - かながわSDGsパートナーに登録（認定）。
  - 健康経営優良法人2024（中小規模法人部門）に認定。
  - 神奈川中小モデル工場に認定（継続）。
  - 横浜健康経営認証2024（クラスAA）に認証。

出典

## 展示会出展
- 2009年以降、テクニカルショウヨコハマ、メイドインつづきフェスタなど数多くの展示会に出展。
- 緑十字展2024[51]
- 2025年1月17-18日、「たま未来産業フェア」[8]

その他詳細は公式サイトを参照。

## メディア出演

### テレビ
- 2013年 - NHK「おはよう日本」。
- 2015年 - テレビ神奈川「ニュースハーバー」。
- 2018年 -テレビ神奈川「神奈川ビジネスUp To Date」。
- 2024年1月21日 - BSテレビ東京「グロースの翼」～350万社の奮闘記～「デコボコを補完で丸に／スリーハイ（横浜市）」

### ラジオ
- 2020年 - 横浜エフエム放送「ちょうどいいラジオ」。

### 雑誌・その他
- 2025年 - 1月28日、温度管理で変わる！食品工場の未来を支えるヒーター活用術
- 2024年 - 9月20日、NPO法人アスリード発刊「みらい百花No.05」[52]。

## 講演
中小企業の発展的未来のために、小学校から大学まで各年代の教育機関で講演やイベントを行っている。

## 所在地

### 本社・工場
神奈川県横浜市都筑区東山田 4-42-16

### 札幌営業所
北海道札幌市中央区北4条西4-1-7

## 参考サイト
- ものづくりと地域をつなぐ 社会を温める町工場の挑戦 - INNOVEDIA
- 東山田の会社「スリーハイ」に取材、モノづくりの体験もしました！ - つづきジュニア編集局
- インタビュー：株式会社スリーハイ - I Love つづき